# Хомосексуалитет : трагична родитељска грешка
Хомосексуалитет : трагична родитељска грешка : мега-злочин савремене психијатрије : право свих на истину је стручна монографија аутора Јована Вељковића, објављена у издању Независна издања С.Машића 2006. године.

## О књизи
Јован Вељковић се деценијама бавио психоаналитичким истраживањем феноменологије људске сексуалности. Резултат тог рада су четири књиге, а једна од њих је Хомосексуалитет : трагична родитељска. Књига Хомосексуалитет : трагична родитељска, представља ауторов завршни манифест о најбитнијим аспектима хомосексуалитета као званично-психијатријски у светским размерама криминално-незналачки кривотворени феномен. Износи тврдњу да се хомосексуалност, као и сваки други инвалидитет, тешко може лечити, али се ипак може за нове генерације доста лако спречавати већ самим ширењем опште спознаје о њеним стварним узроцима, и то уз само неколико специфично битних педагошких инструкција за родитељеи старатеље деце на прагу адолесценције, којих се они сами морају изричито придржавати. Због тога је у наслову књиге и дато централно место тврдњи да је у питању мега-злочин савремене психијатрије, уз молбу читаоцима да битне представнике професије надлежних за ментално здравље младих, убеде да агументима покушају да оповргну његове оптужујуће тврдње на њихов рачун.